# Architektonische Bilderbogen

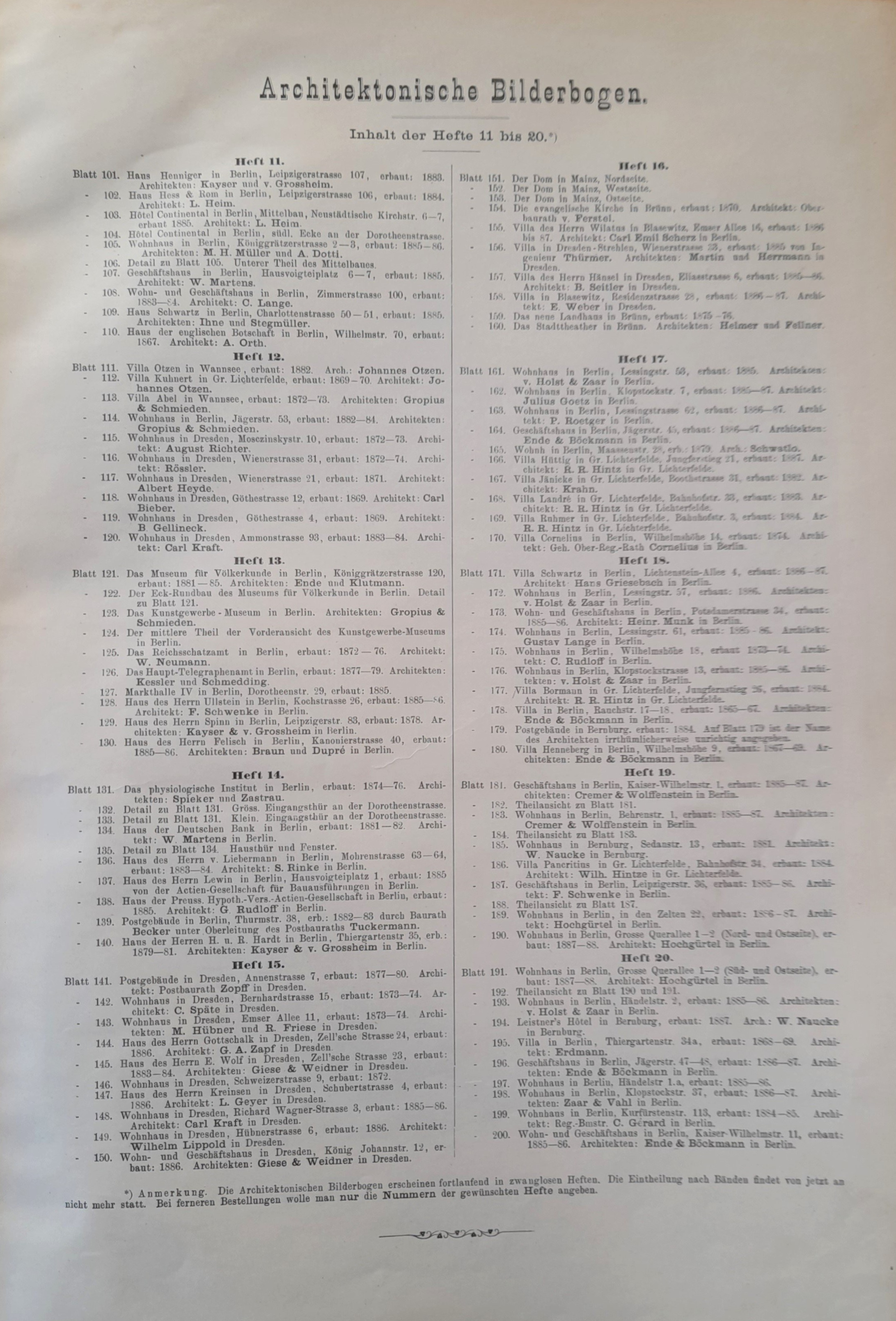
Inhaltsverzeichnis von Band 2, 1888

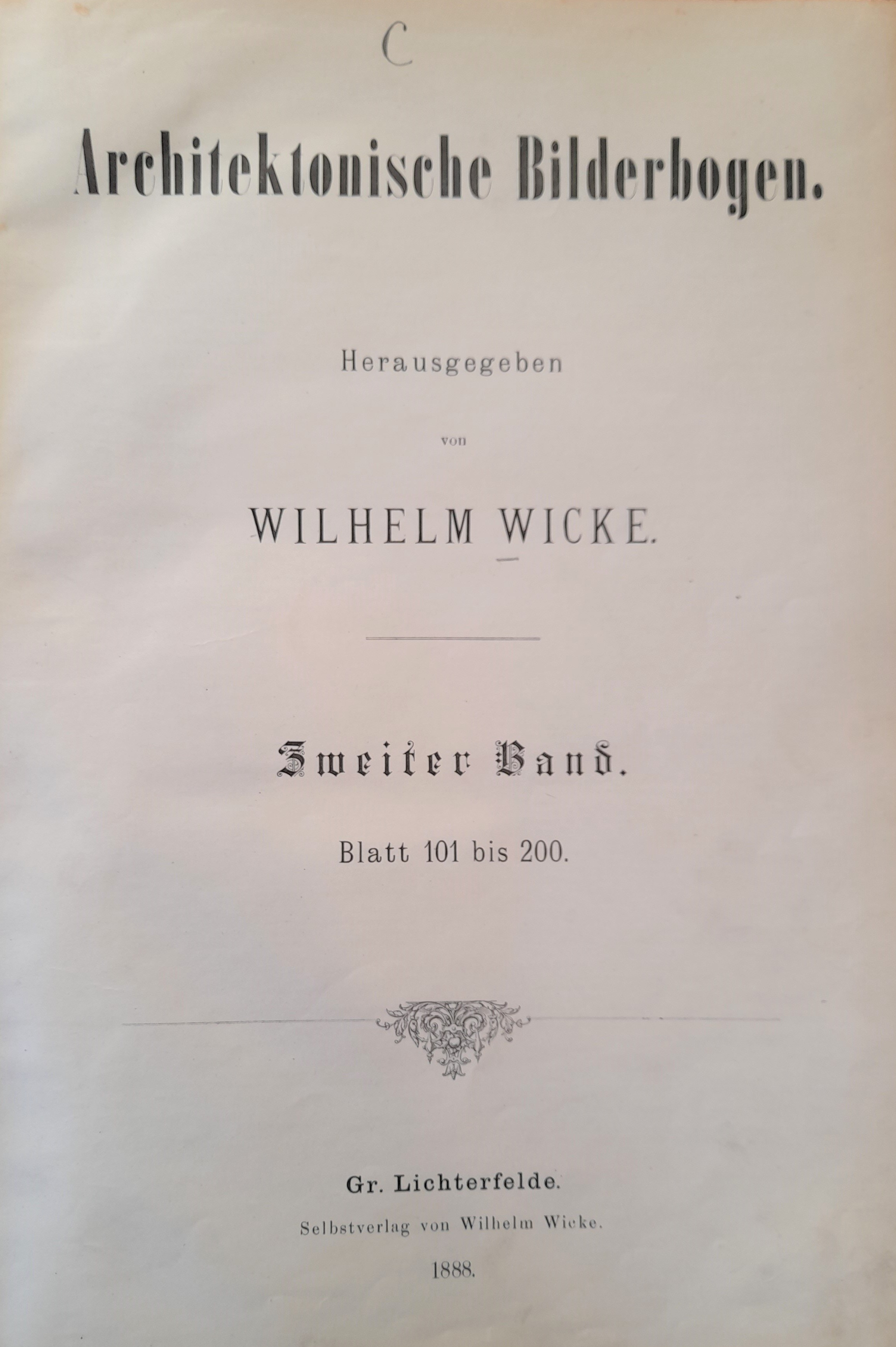
Titelblatt von Band 2 mit Angabe des Herausgebers und Verlegers Wilhelm Wicke

Der Architektonische Bilderbogen beziehungsweise die „Architectonischen Bilderbögen“ war eine ab 1886 erschienene Architektur-Zeitschrift. Die Hefte mit je 8 bis 12 im Lichtdruck auf etwa 30 × 40 cm großen Kartons gedruckten Aufnahmen zeigten öffentliche Gebäude, Geschäftshäuser und Hauszeilen.

## Geschichte
Herausgeber und Verleger war Wilhelm Wicke, der im Februar 1884 in Groß-Lichterfelde bei Berlin unter gleichem Namen eine Sortimentsbuchhandlung mit angeschlossenem Verlag gegründet hatte.
Die Lichtbilder für die Bilderbögen fertigte Wicke selbst oder ließ bekannte Berliner Fotografen wie F. A. Schwartz, G. J. Junk und F. Haberland für sich arbeiten. Wicke agierte dabei „wohl mehr als Verleger“ und ergänzte als Fotograf möglicherweise lediglich fehlende Aufnahmen.
Gegenüber älteren Mappen erschienen die jüngeren Bilderbögen mit frontalen Darstellungen, die zum Teil aus größerem Abstand, ein größeres Umfeld ablichtend und von einem höheren Standpunkt aus aufgenommen worden waren. Für solche Aufnahmen nutzen die Fotografen die bis Ende der 1880er Jahre fortgeschrittenste Technik der Weitwinkelfotografie.
Zuletzt hat sich offenbar die Zielgruppe von anfänglich eher nachschaffenden Bauunternehmern hin zu privaten, vermögenden Bauherren verlagert, denen um die Jahrhundertwende „eine größere Vielfalt an Formen zur Verfügung stand als je zuvor.“ Dieser Umstand wird als Grund dafür angesehen, dass die als Mittel zur Architektenausbildung angepriesenen Mappenwerke kaum in Architektursammlungen nachweisbar sind: In den öffentlichen Bibliotheken hat sich „kein Bestand dieser Sammlung [...] eigen- oder vollständig erhalten.“
Je 10 Hefte wurden später zu je einem Band gebunden; bis 1902 erschienen insgesamt 5 Bände.
Beispiele aus den Bilderbogen-Heften:

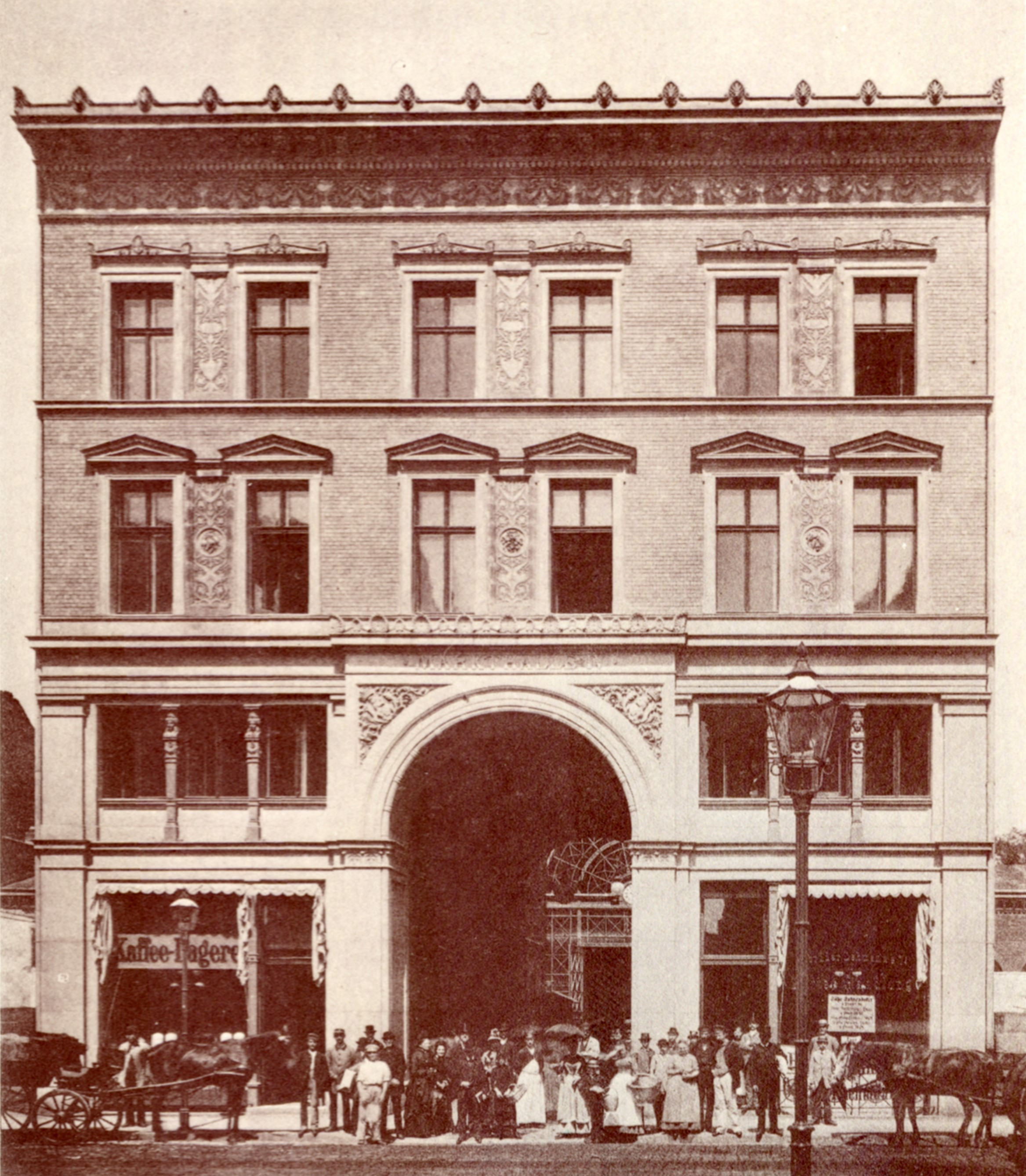
Markthalle IV, Dorotheenstadt
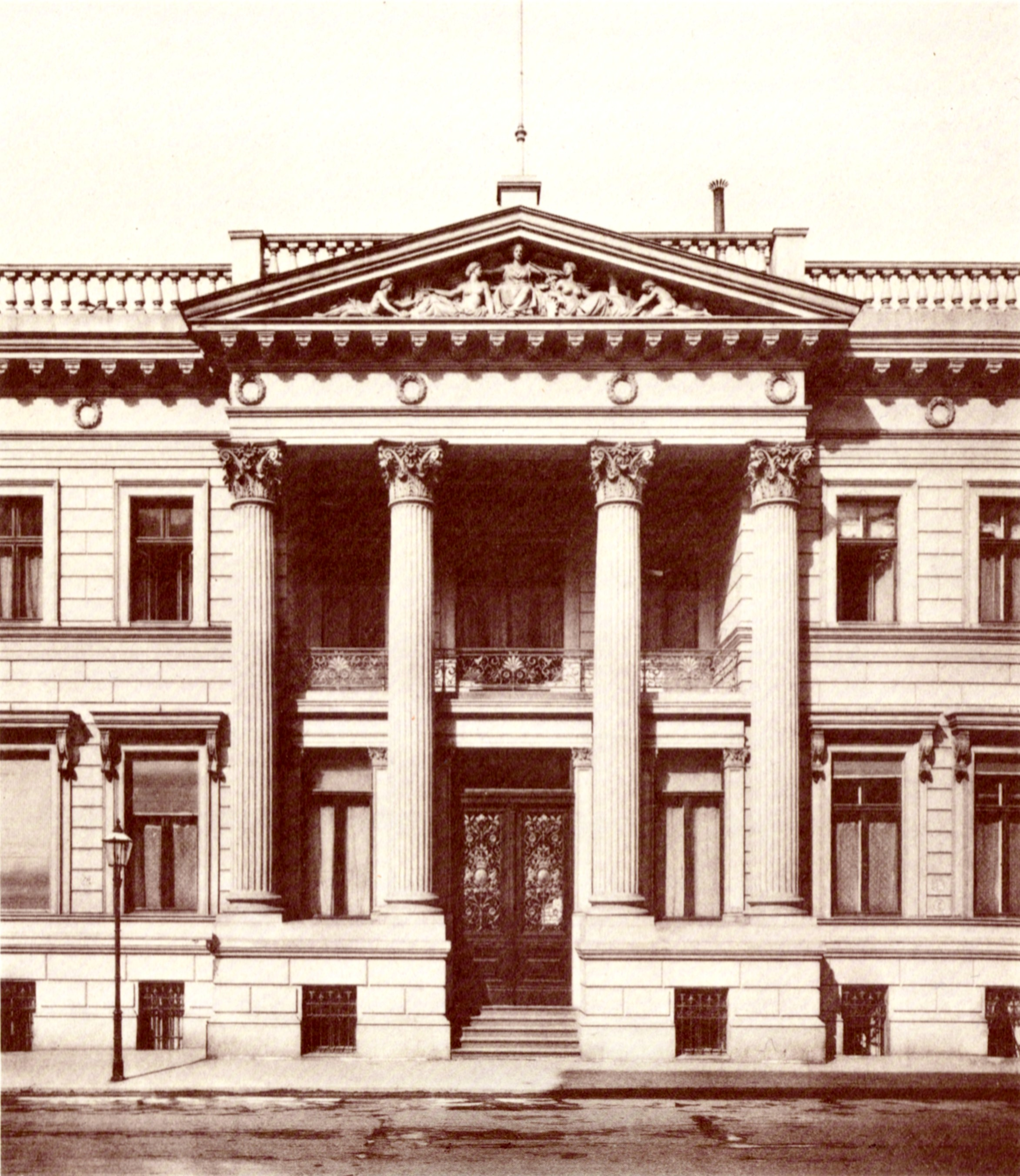
Palais Strousberg
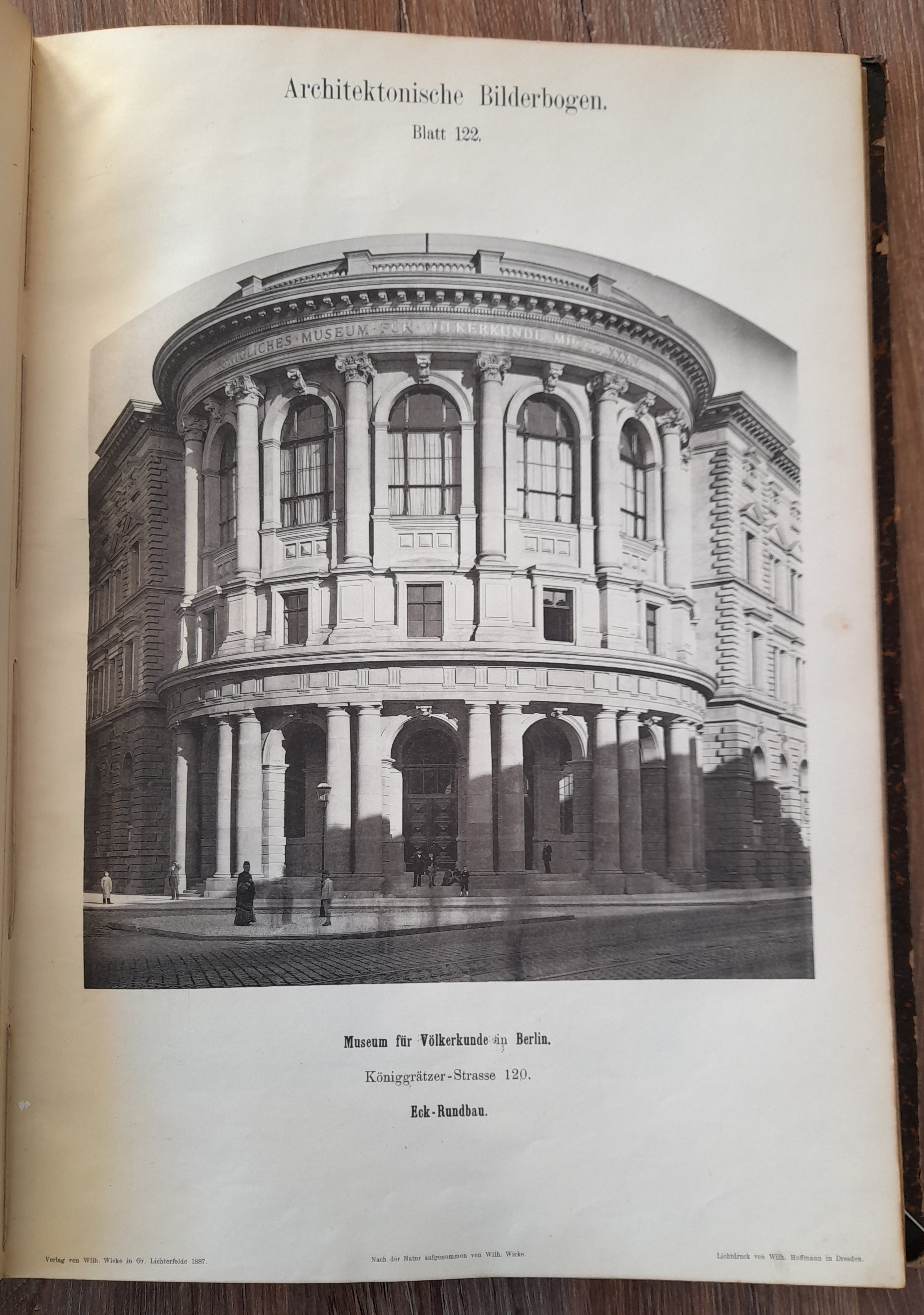
Ehemaliges Museum für Völkerkunde, „nach der Natur aufgenommen von Wilh. Wicke“; Lichtdruck der Wilhelm Hoffmann AG. Architektonische Bilderbogen, Blatt 122
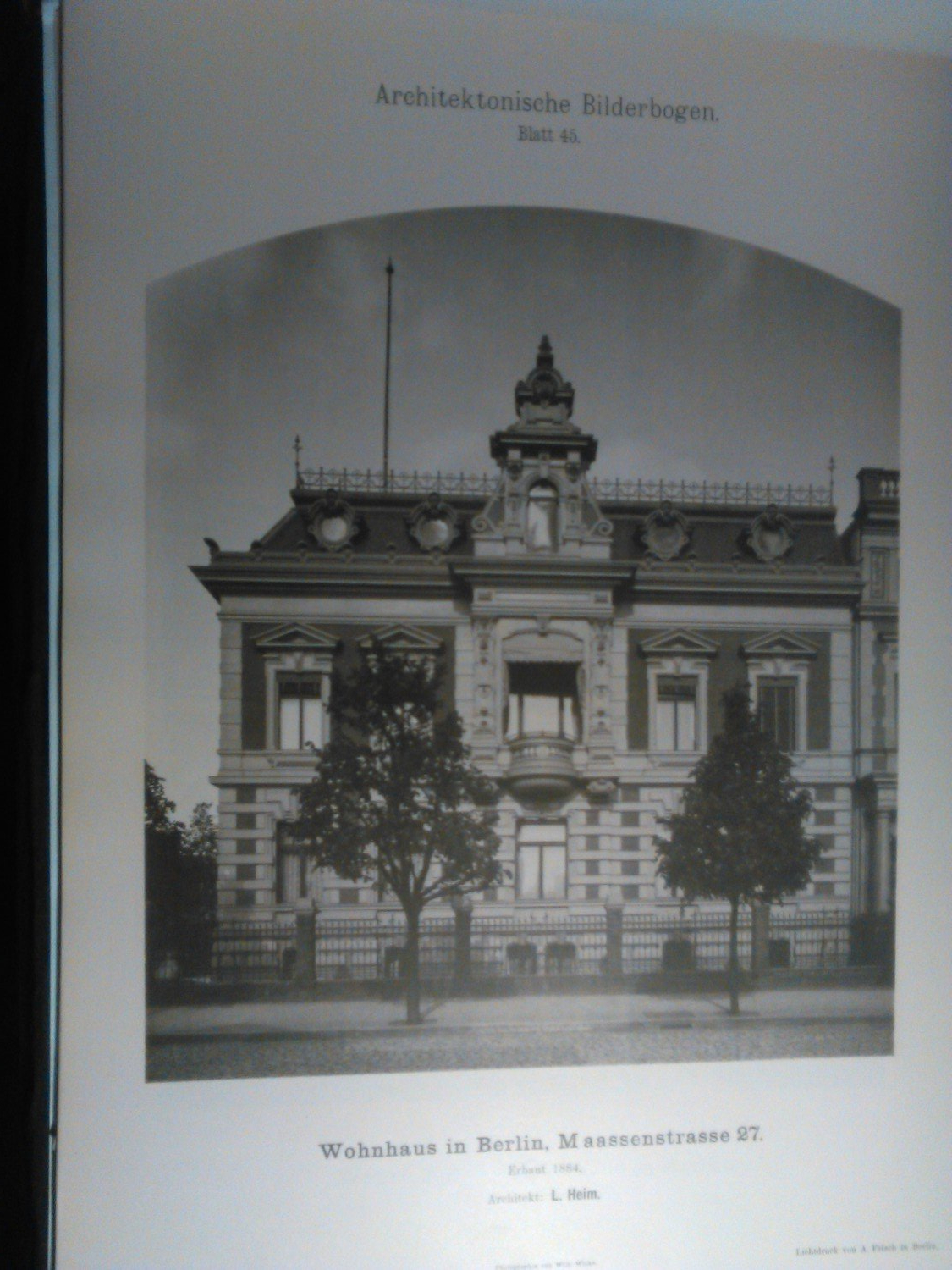
1884 von Ludwig Heim erbaut: Maaßenstraße 27. Architektonische Bilderbogen, Blatt 45
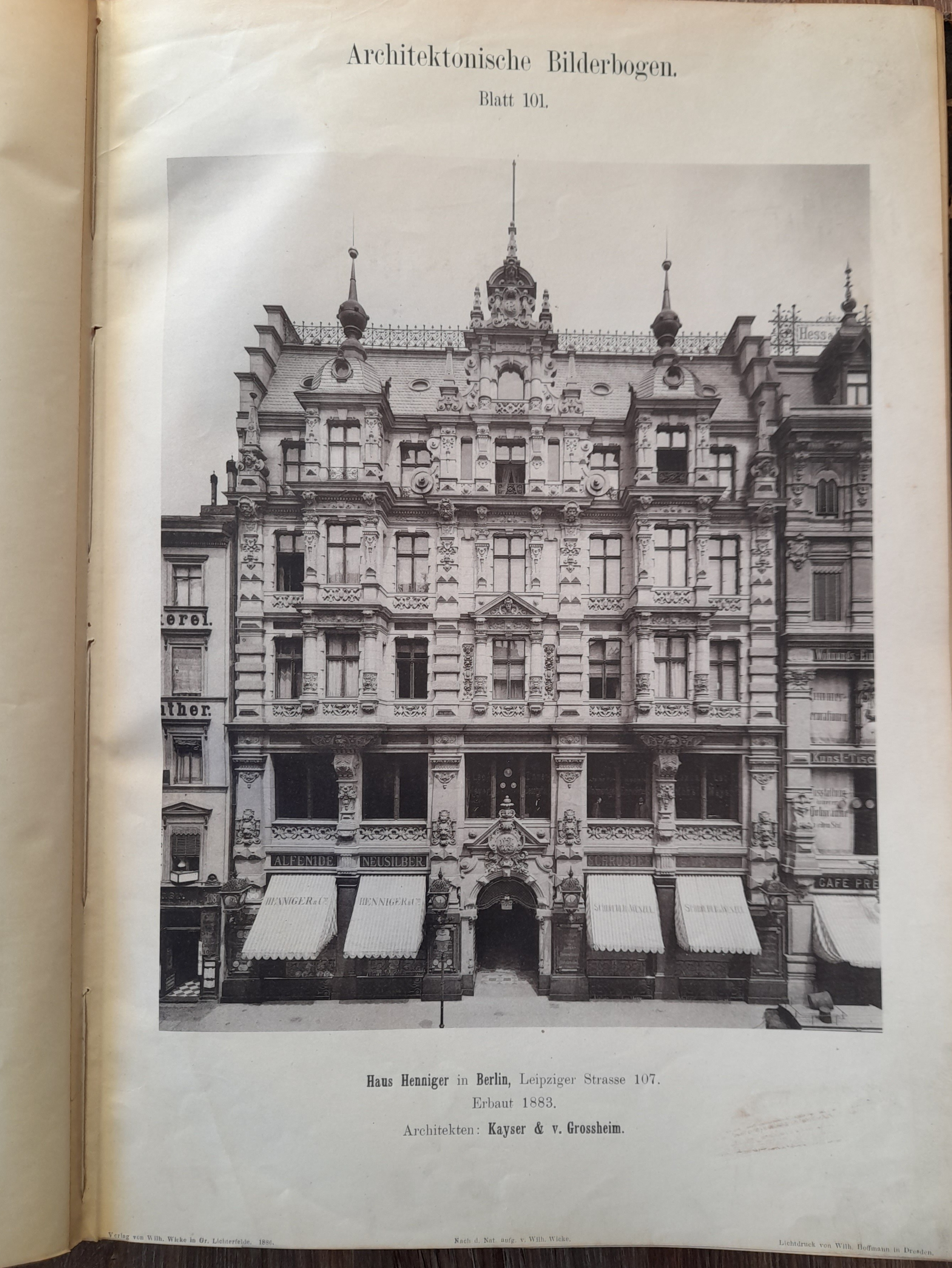
Haus Henniger in Berlin, Leipziger Str. 107, erbaut 1883, Architekten: Kayser & v. Grossheim. Architektonische Bilderbogen, Blatt 101.
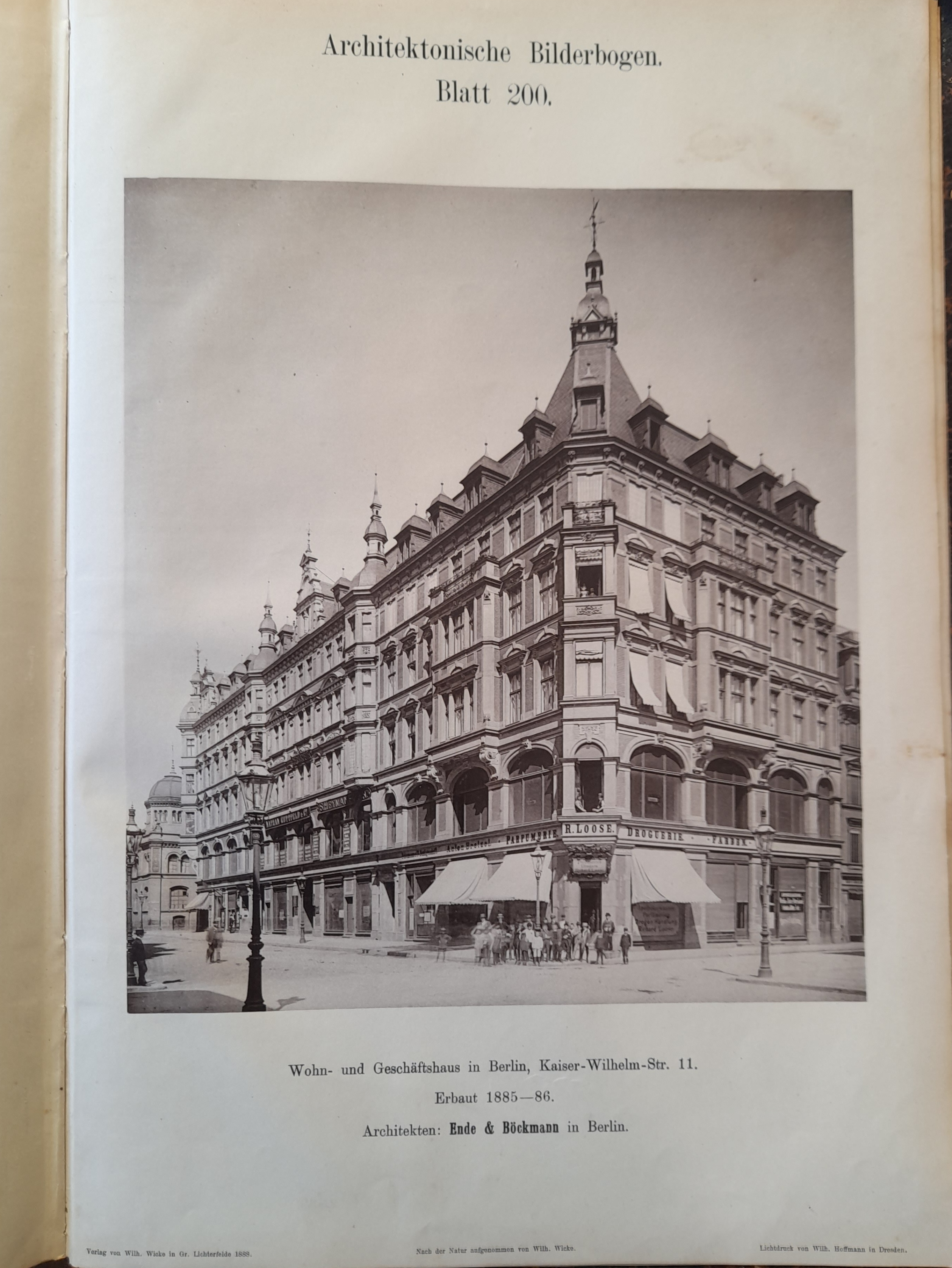
Wohn- und Geschäftshaus in Berlin, Kaiser-Wilhelm-Str. 11, Erbaut 1885/86, Architekten: Ende & Böckmann in Berlin. Architektonische Bilderbogen, Blatt 200.